# J2 League 2016
La J2 League 2016, también conocida como Meiji Yasuda J2 League 2016 por motivos de patrocinio, fue la decimoctava temporada de la J2 League. Contó con la participación de veintidós equipos. El torneo comenzó el 28 de febrero y terminó el 20 de noviembre de 2016.
Los nuevos participantes fueron, por un lado, los equipos descendidos de la J1 League: Matsumoto Yamaga y Montedio Yamagata, ambos ascendidos a primera división en 2014, junto con Shimizu S-Pulse, que hizo su debut en el torneo. Por otro lado, los que ascendieron de la J3 League: Renofa Yamaguchi, quien también tuvo su primera participación en este certamen, y Machida Zelvia, que había descendido en la temporada 2012.
El campeón fue Hokkaido Consadole Sapporo, por lo que ascendió a Primera División. Por otra parte, salió subcampeón Shimizu S-Pulse, quien también ganó su derecho a disputar la J1 League. Además, Cerezo Osaka ganó el torneo reducido por el tercer ascenso, de manera tal que se transformó en el último ascendido a la máxima categoría.
En lo que se refiere a descensos, Giravanz Kitakyushu perdió la categoría después de terminar último en la tabla de posiciones y pasó a disputar la J3 League tras estar siete años en la segunda liga japonesa.

## Ascensos y descensos
| Pos  | Descendidos de la J2 League 2015 |
| ---- | -------------------------------- |
| 21.º | Oita Trinita                     |
| 22.º | Tochigi S.C.                     |

| Torneo | Ascendidos a la J2 League 2016 |
| ------ | ------------------------------ |
| J3     | Renofa Yamaguchi               |
| J3     | Machida Zelvia                 |

| Pos | Ascendidos a la J1 League 2016 |
| --- | ------------------------------ |
| 1.º | Omiya Ardija                   |
| 2.º | Júbilo Iwata                   |
| 3.º | Avispa Fukuoka                 |

| Pos  | Descendidos de la J1 League 2015 |
| ---- | -------------------------------- |
| 16.º | Matsumoto Yamaga                 |
| 17.º | Shimizu S-Pulse                  |
| 18.º | Montedio Yamagata                |

## Equipos
| Equipo              | Ciudad             | Estadio                             | Capacidad |
| ------------------- | ------------------ | ----------------------------------- | --------- |
| Cerezo Osaka        | Osaka              | Estadio Kincho                      | 18 000    |
| Consadole Sapporo   | Sapporo (Hokkaido) | Sapporo Dome                        | 41 484    |
| Ehime               | Matsuyama          | Estadio Ningineer                   | 11 609    |
| FC Gifu             | Gifu               | Estadio Gifu Nagaragawa             | 31 000    |
| Fagiano Okayama     | Okayama            | Estadio City Light                  | 20 000    |
| Giravanz Kitakyushu | Kitakyushu         | Estadio de Honjō                    | 10 200    |
| JEF United Chiba    | Ichihara y Chiba   | Fukuda Denshi Arena                 | 19 781    |
| Kamatamare Sanuki   | Takamatsu          | Estadio Pikara                      | 30 000    |
| Kyoto Sanga         | Kioto              | Estadio Nishikyogoku                | 20 588    |
| Machida Zelvia      | Machida (Tokio)    | Estadio de Atletismo de Machida     | 8900      |
| Matsumoto Yamaga    | Matsumoto          | Estadio de Fútbol de Matsumotodaira | 20 396    |
| Mito HollyHock      | Mito (Ibaraki)     | Estadio K's denki Mito              | 12 000    |
| Montedio Yamagata   | Yamagata           | Estadio ND Soft Yamagata            | 20 315    |
| Renofa Yamaguchi    | Yamaguchi          | Estadio Parque Yamaguchi Ishin      | 20 000    |
| Roasso Kumamoto     | Kumamoto           | Estadio Umakana Yokana              | 32 000    |
| Shimizu S-Pulse     | Shizuoka           | Estadio IAI Nihondaira              | 20 339    |
| Thespakusatsu Gunma | Maebashi           | Estadio Shoda Shoyu Gunma           | 10 050    |
| Tokyo Verdy         | Tokio              | Estadio Ajinomoto                   | 50 000    |
| Tokushima Vortis    | Tokushima          | Estadio Pocarisweat                 | 20 000    |
| V-Varen Nagasaki    | Nagasaki           | Estadio de Atletismo de Nagasaki    | 15 419    |
| Yokohama FC         | Yokohama           | Estadio Mitsuzawa                   | 15 046    |
| Zweigen Kanazawa    | Kanazawa           | Estadio de Atletismo de Ishikawa    | 20 000    |

## Reglamento de juego
El torneo se disputó en un formato de todos contra todos a ida y vuelta, de manera tal que cada equipo debió jugar un partido de local y uno de visitante contra sus otros veintiún contrincantes. Una victoria se puntuaba con tres unidades, mientras que el empate valía un punto y la derrota, ninguno.
Para desempatar se utilizaron los siguientes criterios:
1. Puntos
2. Diferencia de goles
3. Goles anotados
4. Resultados entre los equipos en cuestión
5. Desempate o sorteo

Los dos equipos con más puntos al final del campeonato ascenderían a la J1 League 2017.
El tercer ascenso fue determinado por un torneo reducido de dos rondas entre los equipos ubicados de la 3.ª a la 6.ª posición. En las semifinales jugarían el tercero contra el sexto por un lado y el cuarto contra el quinto por el otro; el mejor clasificado en la temporada sería local. En caso de empate en los 90 minutos, el club con mejor colocación en la J2 League avanzaría de ronda. La final tendría lugar en el Estadio Nagai, y el ganador ascendería a la J1 League 2017.
El último de la tabla de posiciones descendería automáticamente a la J3 League 2017, mientras que se jugarían dos partidos de promoción entre el penúltimo de la segunda división y el subcampeón de la J3 League 2016.

## Tabla de posiciones
| Pos. | Equipo                         | Pts. | PJ | G  | E  | P  | GF | GC | Dif. | Ascenso o descenso                            |
| ---- | ------------------------------ | ---- | -- | -- | -- | -- | -- | -- | ---- | --------------------------------------------- |
| 1    | Hokkaido Consadole Sapporo (C) | 85   | 42 | 25 | 10 | 7  | 65 | 33 | +32  | Ascendido a J1 League 2017                    |
| 2    | Shimizu S-Pulse                | 84   | 42 | 25 | 9  | 8  | 85 | 37 | +48  | Ascendido a J1 League 2017                    |
| 3    | Matsumoto Yamaga               | 84   | 42 | 24 | 12 | 6  | 62 | 32 | +30  | Reducido por el 3.er ascenso a J1 League 2017 |
| 4    | Cerezo Osaka                   | 78   | 42 | 23 | 9  | 10 | 62 | 46 | +16  | Reducido por el 3.er ascenso a J1 League 2017 |
| 5    | Kyoto Sanga                    | 69   | 42 | 18 | 15 | 9  | 50 | 37 | +13  | Reducido por el 3.er ascenso a J1 League 2017 |
| 6    | Fagiano Okayama                | 65   | 42 | 17 | 14 | 11 | 58 | 44 | +14  | Reducido por el 3.er ascenso a J1 League 2017 |
| 7    | Machida Zelvia                 | 65   | 42 | 18 | 11 | 13 | 53 | 44 | +9   |                                               |
| 8    | Yokohama F.C.                  | 59   | 42 | 16 | 11 | 15 | 50 | 51 | −1   |                                               |
| 9    | Tokushima Vortis               | 57   | 42 | 16 | 9  | 17 | 46 | 42 | +4   |                                               |
| 10   | Ehime F.C.                     | 56   | 42 | 12 | 20 | 10 | 41 | 40 | +1   |                                               |
| 11   | JEF United Chiba               | 53   | 42 | 13 | 14 | 15 | 52 | 53 | −1   |                                               |
| 12   | Renofa Yamaguchi               | 53   | 42 | 14 | 11 | 17 | 55 | 63 | −8   |                                               |
| 13   | Mito HollyHock                 | 48   | 42 | 10 | 18 | 14 | 45 | 49 | −4   |                                               |
| 14   | Montedio Yamagata              | 47   | 42 | 11 | 14 | 17 | 43 | 49 | −6   |                                               |
| 15   | V-Varen Nagasaki               | 47   | 42 | 10 | 17 | 15 | 39 | 51 | −12  |                                               |
| 16   | Roasso Kumamoto                | 46   | 42 | 12 | 10 | 20 | 38 | 53 | −15  |                                               |
| 17   | Thespakusatsu Gunma            | 45   | 42 | 11 | 12 | 19 | 52 | 66 | −14  |                                               |
| 18   | Tokyo Verdy                    | 43   | 42 | 10 | 13 | 19 | 43 | 61 | −18  |                                               |
| 19   | Kamatamare Sanuki              | 43   | 42 | 10 | 13 | 19 | 43 | 62 | −19  |                                               |
| 20   | F.C. Gifu                      | 43   | 42 | 12 | 7  | 23 | 47 | 71 | −24  |                                               |
| 21   | Zweigen Kanazawa               | 39   | 42 | 8  | 15 | 19 | 36 | 60 | −24  | Promoción J2/J3                               |
| 22   | Giravanz Kitakyushu            | 38   | 42 | 8  | 14 | 20 | 43 | 64 | −21  | Descendido a J3 League 2017                   |

 Fuente: J. League Data Site: 2016 MEIJI YASUDA J2 LEAGUE League table
Criterios de clasificación: 1) puntos; 2) diferencia de goles; 3) número de goles marcados; 4) resultados entre los equipos en cuestión.

## Torneo reducido por el tercer ascenso

### Cuadro de desarrollo
|  | Semifinales | Semifinales      | Semifinales |                 |   | Final        | Final | Final |  |
|  |             |                  |             |                 |   |              |       |       |  |
|  |             |                  |             |                 |   |              |       |       |  |
|  | 4           | Cerezo Osaka     | 1           |                 |   |              |       |       |  |
|  | 4           | Cerezo Osaka     | 1           |                 |   |              |       |       |  |
|  | 5           | Kyoto Sanga      | 1           |                 |   |              |       |       |  |
|  | 5           | Kyoto Sanga      | 1           |                 | 4 | Cerezo Osaka | 1     |       |  |
|  |             |                  |             |                 | 4 | Cerezo Osaka | 1     |       |  |
|  |             |                  | 6           | Fagiano Okayama | 0 |              |       |       |  |
|  | 3           | Matsumoto Yamaga | 6           | Fagiano Okayama | 0 | 1            |       |       |  |
|  | 3           | Matsumoto Yamaga |             |                 |   | 1            |       |       |  |
|  | 6           | Fagiano Okayama  | 2           |                 |   |              |       |       |  |
|  | 6           | Fagiano Okayama  | 2           |                 |   |              |       |       |  |
|  |             |                  |             |                 |   |              |       |       |  |

### Semifinales
| 27 de noviembre de 2016, 15:34 (UTC+9) | Cerezo Osaka | 1:1 (1:0) | Kyoto Sanga | Estadio Kincho, Osaka                                     |                                                           |
|                                        | Kakitani 13' | Reporte   | Arita 90'   | Asistencia: 13.922 espectadores Árbitro(s): Hajime Matsuo | Asistencia: 13.922 espectadores Árbitro(s): Hajime Matsuo |

| 27 de noviembre de 2016, 15:33 (UTC+9) | Matsumoto Yamaga | 1:2 (0:1) | Fagiano Okayama              | Estadio de Matsumoto, Matsumoto                         |                                                         |
|                                        | Paulinho 74'     | Reporte   | Oshitani 23' · Akamine 90+2' | Asistencia: 12.200 espectadores Árbitro(s): Kenji Ōgiya | Asistencia: 12.200 espectadores Árbitro(s): Kenji Ōgiya |

### Final
| 4 de diciembre de 2016, 15:37 (UTC+9) | Cerezo Osaka | 1:0 (0:0) | Fagiano Okayama | Estadio Kincho, Osaka                                        |                                                              |
|                                       | Kiyohara 52' | Reporte   |                 | Asistencia: 17.086 espectadores Árbitro(s): Yūichi Nishimura | Asistencia: 17.086 espectadores Árbitro(s): Yūichi Nishimura |

Cerezo Osaka se transformó en el tercer ascendido a la J1 League 2017.

## Promoción J2/J3
| 27 de noviembre de 2016, 12:33 (UTC+9) | Tochigi S.C. | 0:1 (0:0) | Zweigen Kanazawa | Estadio Tochigi Green, Utsunomiya                       |                                                         |
|                                        |              | Reporte   | Koyanagi 89'     | Asistencia: 5.369 espectadores Árbitro(s): Itaru Hirose | Asistencia: 5.369 espectadores Árbitro(s): Itaru Hirose |

| 4 de diciembre de 2016, 12:34 (UTC+9) | Zweigen Kanazawa | 2:0 (1:0) | Tochigi S.C. | Estadio Atlético, Toyama                                  |                                                           |
|                                       | Nakami 34', 69'  | Reporte   |              | Asistencia: 7.130 espectadores Árbitro(s): Yūdai Yamamoto | Asistencia: 7.130 espectadores Árbitro(s): Yūdai Yamamoto |

Zweigen Kanazawa ganó por 3 a 0 en el marcador global y se mantuvo en la Segunda División para la temporada 2017, al mismo tiempo que Tochigi S.C. permaneció en la J3 League.

## Campeón
|                                                |
|                                                |
| Campeón Hokkaido Consadole Sapporo 3.er título |

## Máximos goleadores
| Posición | Futbolista        | Club                | Goles |
| -------- | ----------------- | ------------------- | ----- |
| 1        | Jong Tae-se       | Shimizu S-Pulse     | 26    |
| 2        | Ken Tokura        | Consadole Sapporo   | 19    |
| 3        | Genki Omae        | Shimizu S-Pulse     | 18    |
| 3        | Ibba Laajab       | Yokohama FC         | 18    |
| 5        | Ryo Nagai         | V-Varen Nagasaki    | 17    |
| 6        | Kazuki Hara       | Giravanz Kitakyushu | 16    |
| 6        | Hiroyuki Takasaki | Matsumoto Yamaga FC | 16    |
| 8        | Yuki Nakashima    | FC Machida Zelvia   | 14    |
| 8        | Kenyu Sugimoto    | Cerezo Osaka        | 14    |
| 8        | Yuki Oshitani     | Fagiano Okayama FC  | 14    |
| 11       | Léo Mineiro       | FC Gifu             | 13    |
| 11       | Yusuke Segawa     | Thespakusatsu Gunma | 13    |